# 渭华起义旧址
渭华起义旧址位于陕西省渭南市华州区（原华县），包括渭华起义指挥部旧址、中共陕东区特派委员会旧址、刘志丹坚持革命活动旧址，1957年被列为第二批陕西省文物保护单位，2006年被列为第六批全国重点文物保护单位。
渭华起义是中国共产党领导的以渭南、华县为中心的陕西东部地区的武装起义。
渭华起义指挥部旧址位于高塘镇高塘中学，原为玄君庙，后为高塘书院，宣统元年（1909年）改为高塘小学。1928年5月，陕西省委领导的许权中旅在高塘起义，工农革命军军事委员会及司令部设在高塘小学内。1988年在此成立渭华起义纪念馆。在纪念馆南侧建有渭华起义烈士陵园。
中共陕东区特派委员会旧址位于东阳乡堡子底，原为三教堂，始建于清雍正年间，长54米，宽20米，占地1080平方米，有前殿、中殿、后殿。渭华起义期间，三教堂是中共陕东区特派委员会和华县委员会所在地。
刘志丹坚持革命活动旧址位于东阳乡郭家庄村，地处秦岭北麓，原为郭家庄小庙，建于清代。渭华起义时，刘志丹率部在此开展游击活动。1933年，刘志丹率红26军在此创建“渭华蓝洛”革命根据地。